# Paola Pisano
Paola Pisano (Torino, 4 gennaio 1977) è una politica ed economista italiana; dal 5 settembre 2019 al 13 febbraio 2021 è stata ministra per l'innovazione tecnologica e la digitalizzazione nel governo Conte II.

## Biografia
Assessora all'innovazione del Comune di Torino e ricercatrice universitaria di gestione dell'innovazione all'Università degli Studi di Torino. È stata presidente della Commissione Aziende del Dipartimento di Informatica dell'Università degli Studi di Torino e Direttrice del Centro di innovazione tecnologica multidisciplinare dell’ateneo piemontese (IcxT). Visiting professor all'Università di Westminster e consulente su diversi progetti di innovazione aziendale. Nel 2018 è stata nominata tra le 15 "donne più influenti nel digitale in Italia" dalla Rivista Digitalic Mag. Nella primavera del 2019 rifiuta la candidatura come capolista per il Movimento 5 Stelle alle elezioni europee per rimanere come assessore della giunta di Chiara Appendino e proseguire con i progetti già avviati per il Comune. Ha conseguito un master in management business administration nel 2002 e un master in economics and business administration nel 1999, entrambi presso l'Università di Torino.

### Assessora al comune di Torino
Durante il suo mandato come assessora al digitale nella giunta del comune di Torino ha dato il via alla sperimentazione delle auto a guida autonoma attivando anche il primo servizio bus, sempre a guida autonoma, ed ha incentivato le aziende nei test di prodotti tecnologici ad alto rischio finanziario nel comune torinese, tramite il progetto Torino City Lab. Durante la sua carica si è occupata anche della digitalizzazione dei servizi delle pubbliche amministrazioni lanciando il portale "Torino Facile". Per la prima volta 2 spettacoli con i droni sono stati fatti nel centro della città.

### Ministra per l'innovazione digitale
Dal 5 settembre 2019 al 13 febbraio 2021 è stata ministra per l'innovazione tecnologica e la digitalizzazione del governo Conte II. Il 17 dicembre 2019 ha presentato a Roma il Manifesto della Repubblica Digitale con lo scopo di rilanciare l’identità e il domicilio digitale, rilanciare i settori produttivi tradizionali, realizzare uno sviluppo inclusivo e sostenibile. 
«Quella che proponiamo è una visione comune, capace di indirizzare il Paese verso la trasformazione digitale e tecnologica attraverso tre sfide, che riguardano la digitalizzazione, l’innovazione e lo sviluppo etico e sostenibile.»
Sostenitrice delle tecnologie sviluppate in modo etico, inclusivo e trasparente, il 18 febbraio 2020 ha firmato un protocollo d’intesa con la Fondazione Leonardo, per definire il contesto etico e giuridico all’interno del quale sviluppare e applicare l’intelligenza artificiale, in particolare per quanto riguarda le esigenze della pubblica amministrazione. Ha firmato per il governo italiano la Call for Ethics della Pontificia accademia della vita per lo sviluppo dell'intelligenza insieme a Microsoft, IBM, la FAO e il governo italiano. A marzo 2020, per ridurre l'impatto sociale ed economico causato dall’epidemia di COVID-19, si è fatta promotrice di un progetto di solidarietà digitale con cui ha invitato sia soggetti privati che pubblici ad offrire servizi, competenze ed energia per sostenere i cittadini che lavorano e studiano in Italia.